# Linea di cintura di Trieste
La linea di cintura di Trieste è la linea ferroviaria italiana la cui principale funzione è quella di collegare il Porto Franco Nuovo di Trieste alla rete ferroviaria italiana e europea. Inoltre permette di collegare le due stazioni cittadine del capoluogo giuliano, quella Centrale e quella di Campo Marzio (quest'ultima pero' non è più' aperta al traffico passeggeri, ma e' adibita a museo ferroviario). Ha sostituito lo storico raccordo che, fino al 1981, univa i due scali (Porto Franco Vecchio e Porto Franco Nuovo) e che era conosciuto con il nome di linea delle Rive o Rivabahn.

## Storia
L'esigenza di un nuovo collegamento che potesse sostituire la Rivabahn cominciò a sentirsi in città già all'inizio del XX secolo anche a causa delle fastidiose "fumate" delle vaporiere.
Le complesse vicende dell'area giuliana nel periodo seguente alle due guerre, unito agli ingenti costi di costruzione di una ferrovia alternativa al raccordo lungo le Rive, imposero un forzato immobilismo fino al ritorno dell'amministrazione italiana sulla città (1954 - Memorandum di Londra)). Ragioni di convenienza politica portarono lo stato italiano all'emanazione della legge speciale n. 258 "per Trieste" nella quale era inserita anche quest'opera.
I lavori per la nuova ferrovia iniziarono il 29 novembre 1959, ma furono presto sospesi per difficoltà tecniche e per i conseguenti problemi finanziari che le modifiche costruttive imponevano. L'opera fu stentatamente portata avanti: l'ultimo diaframma della galleria di cintura, lunga circa cinque chilometri, fu abbattuto solo il 13 dicembre 1976, mentre la costruzione fu ultimata allo stato civile solo nel 1980.
Le Ferrovie dello Stato impiegarono un ulteriore anno per l'attrezzamento tecnologico della tratta e la linea fu finalmente aperta all'esercizio con un solo binario in servizio il 30 maggio 1981. Il raddoppio della linea fu completato il 5 dicembre dell'anno successivo.

## Caratteristiche

### Armamento e trazione
La linea ferroviaria è interamente a doppio binario banalizzato. Lo scartamento adottato è quello standard da 1435 mm.
La linea è elettrificata a 3000 volt a corrente continua.

### Esercizio
La linea è esercita dal Dirigente Centrale della stazione di Trieste Centrale.
A seguito del Decreto Ministeriale emanato dal Ministero delle Infrastrutture e dei Trasporti il 28 ottobre 2005, la linea è interdetta al trasporto di viaggiatori, perché le gallerie sono prive dei requisiti di sicurezza fondamentali per questa tipologia di traffico. Tuttavia è possibile instradare treni viaggiatori in casi eccezionali.

## Percorso
| Continuation backward |

| Unknown route-map component "exKDSTa" | Straight track |  |  |

| Unknown route-map component "exSTR" | Unknown route-map component "ABZgt2a" | Unknown route-map component "tSTRc3" |  |

| 2+269 |
| 0+000 |

| Unknown route-map component "exSTR" | Unknown route-map component "tSTRc12" + Straight track | Unknown route-map component "tABZl+34" | Unknown route-map component "tSTR+r" |

| 0+000 |
| 0+739 |

| Unknown route-map component "exSTR" | Unknown route-map component "ABZg+t1e" | Unknown route-map component "tSTRc4" | Unknown route-map component "tSTR" |

| 1+424 |
| 0+739 |

| Unknown route-map component "exKRWgl" | Unknown route-map component "eKRWg+r" |  | Unknown route-map component "BUILDINGl" + Unknown route-map component "tSTR" |

| Unknown route-map component "exKRWg+l" | Unknown route-map component "eKRWgr" |  | Unknown route-map component "tSTR" |

| Unknown route-map component "exDST" | Non-passenger station/depot on track |  | Unknown route-map component "tSTR" |

| Unknown route-map component "exLSTR" | End station |  | Unknown route-map component "tSTR" |

| Unknown route-map component "exLLSTR2" | Unknown route-map component "exLLSTRc3" |  | Unknown route-map component "BUILDINGr" + Unknown route-map component "tSTR" |

| Unknown route-map component "exLLSTRc1" + Unknown route-map component "exKBHFa" | Unknown route-map component "exLLSTR+4" |  | Unknown route-map component "tSTR" |

| Unknown route-map component "exKRWg+l" | Unknown route-map component "exKRWr" |  | Unknown route-map component "tSTR" |

| Unknown route-map component "KDSTxa" |  |  | Unknown route-map component "tSTR" |

| Unknown route-map component "KRWgl" | Unknown route-map component "KRW+r" |  | Unknown route-map component "tSTR" |

| Enter and exit short tunnel | Straight track |  | Unknown route-map component "tSTR" |

| 6+559 |
| 6+210 |

| Unknown route-map component "ABZgt2a" | Unknown route-map component "tSTRc3" + Straight track |  | Unknown route-map component "tSTR" |

| Unknown route-map component "tSTRc1" + Straight track | Unknown route-map component "tSTR2+4" + Straight track | Unknown route-map component "tSTRc3" | Unknown route-map component "tSTR" |

| Straight track | Unknown route-map component "tSTRc12" + Unknown route-map component "eSPL2" | Unknown route-map component "tABZl+34" + Unknown route-map component "vSTRc3" | Unknown route-map component "tSTRr" |

| Unknown route-map component "tSTRc2" + Straight track | Unknown route-map component "tSTR3+1" + Unknown route-map component "exvSTRc1" | Unknown route-map component "tSTRc4" + Unknown route-map component "evCONT4" |  |

| Unknown route-map component "ABZg+t1e" | Unknown route-map component "tSTRc4" |  |  |

| Continuation forward |

Sono presenti lungo la galleria due accessi di servizio: uno in Piazza dei Volontari Giuliani (sul lato di Viale XX Settembre) e l'altro all'altezza del civico 32 di Via dei Moreri, nel quartiere di Roiano.

L'accesso di Piazza Volontari Giuliani fu all'inizio adibito ad uso logistico, per portare all'esterno i detriti della roccia scavata. La cavità e formata da una galleria in discesa e con una curva di quasi 180°. L'accesso di Via Moreri è utilizzato in origine come accesso pedonale. Entrambi gli accessi di servizio non sono ad uso di via di fuga.